# Резиновая уточка (скульптура)
Резиновая уточка — одна из нескольких гигантских плавучих скульптур, созданных голландским художником Флорентином Хофманом. Скульптура была отправлена в мировое турне.

## Мировое турне
Размеры и местоположения в хронологическом порядке:
- Сен-Назер, Франция, 2007 (26 × 20 × 32 метров или 85 × 66 × 105 футов)
- Сан-Паулу, Бразилия, 2008 (12 × 14 × 16 метров или 39 × 46 × 52 футов)
- Осака, Япония, декабрь 2010 г. (10 × 11 × 13 метров или 33 × 36 × 43 футов)
- Окленд, Новая Зеландия, февраль 2011 года (12 × 14 × 16 метров или 39 × 46 × 52 футов)
- Ономичи, Япония, 2012 (10 × 11 × 13 метров или 33 × 36 × 43 футов)
- Льеж, Бельгия, июль 2012 (12 × 14 × 16 метров или 39 × 46 × 52 футов)
- Сидней, Австралия, январь 2013 года (13 × 14 × 15  или 43 × 46 × 49 футов)
- Цим Ша Цуй, Гонконг, май 2013 (14 × 15 × 16,5 м или 46 × 49 × 54 футов)
- Питтсбург, США, сентябрь 2013 (14 × 15 × 16,5 м или 46 × 49 × 54 футов)
- Пекин, Китай, сентябрь 2013 (14 × 15 × 18 метров или 46 × 49 × 59 футов)
- Баку, Азербайджан, сентябрь 2013 (12 × 14 × 16 метров или 39 × 46 × 52 футов)
- Гаосюн, Тайвань, сентябрь 2013 (25 × 18 × 18 метров или 82 × 59 × 59 футов)
- Таоюань, Тайвань, 26 октября 2013 (25 × 18 × 18 метров или 82 × 59 × 59 футов)
- Кейлунь, Тайвань, 20 декабря 2013 (25 × 18 × 18 метров или 82 × 59 × 59 футов)
- Паррамата, Австралия, 10-19 января 2014 (13 × 14 × 15 метров или 43 × 46 × 49 футов)
- Хо Чи Мин, Вьетнам, 27 апреля — 31 мая 2014 (22 × 20 × 16 метров или 72 × 66 × 52 футов)
- Норфолк, США, 17-26 мая 2014 (14 × 15 × 16,5 м или 46 × 49 × 54 футов)
- Ханчжоу, Китай, 30 мая — 15 июля 2014 (25 × 18 × 18 метров или 82 × 59 × 59 футов)
- Лос-Анджелес, США, август 2014 (33 × 18 × 26 м или 108 × 59 × 85 футов)
- Ванкувер, Канада, август 2014 (13 × 14 × 15 метров или 43 × 46 × 49 футов)
- Сеул, Южная Корея, 14 октября 2014 — 14 ноября 2014 (16,5 × 19,8 × 16,5 м или 54 × 65 × 54 футов)
- Шанхай, Китай, 23 октября 2014 — 23 ноября 2014